# فشل المبيض المبكر
فشل المبايض المبكر (POF) (بالإنجليزية Premature ovarian failure) ويسمى أيضا قصور المبيض الأولي (قصور المبيض الأساسي-Primary ovarian insufficiency) هو عبارة عن حدوث اضطراب أو انقطاع في الدورة الشهرية لدى المرأة قبل سن الأربعين، ويرافق هذه الحالة أعراض مزعجة نتيجة لهبوط مستوى هرمون الأستروجين في جسمها حيث لا يقوم المبيض بانتاج الكمية الكافية من هرمون الأستروجين الذي يتم به عملية التبويض، ومن المفيد جدا أن تتعرف المرأة المصابة بمثل هذه الحالة على مراحلها وأعراضها. حيث أن مثل هذا التصور من شأنه أن يساعدها على التأقلم بشكل جيد مع الظروف الجديدة، ومن أجل ذلك كان موضوعنا اليوم عن حالة فشل المبايض المبكرة وظروفها وأعراضها.

## التاريخ
أكمل أولبرايت وآخرون. في عام 1942 لأول مرة بحثهم في متلازمة الشابات. والذي يتميز بمستويات انقطاع الطمث من هرمون المنبه للجريب (FSH)، وانخفاض مستوى هرمون الاستروجين انقطاع الطمث. يدعى أنها شرط قصور المبيض الأساسي" للتمييز بين حالة من عدم كفاية المبيض الثانوي.

## الفرق بين فشل المبيض المبكر وسن اليأس المبكر
يعتقد البعض أن «فشل المبيض المبكر» عبارة مرادفة لحالة «البلوغ المبكر لسن اليأس» من المحيض premature انقطاع الطمث السابق لاوانه (انقطاع الطمث المبكر).. إلا أن هاتين الحالتين من الاضطرابات الأنثوية مختلفتين تماما، برغم من التشابه في كثير من الاعراض. ففي حالات «انقطاع الطمث المبكر» تتوقف الدورة الشهرية، بينما في حالات «فشل المبيض المبكر» قد تحصل للمرأة دورات شهرية متقطعة ومتشتتة، قد يحدث الحمل في إحدى هذه الدورات.
ولكن حينما تتسبب حالة «الفشل المبيض المبكر» بالعقم وعدم القدرة على الحمل، فإن استخدام المرأة لوسائل تسهيل الحمل قد لا يجدى. والمهم قد لا يكون حينها شأن الحمل والإنجاب، بل إعطاء المرأة كمية من هرمون استروجين لتعويض النقص فيه، وبالتالي منع حصول حالة هشاشة وتخلخل بنية وتراكيب نسيج العظم osteoporosis، ووقايتها من حالات الكسور. إضافة إلى ضرورة التعامل الطبي لمعالجة حالات الاكتئاب والقلق المصاحبة لهذه الحالات.ولكن يحصل الربط في التفكير بين هاتين الحالتين المختلفتين عند مراجعة الأعراض التي تشكو منها المرأة خلال أي منهما. نظرا لأن ثمة نوعا من التشابه في بعض الأعراض للحالتين. وسبب تشابه أعراض الحالتين المختلفتين هو تدني إفراز وإنتاج هرمون استروجين الأنثوي في كلتا الحالتين.

## الأعراض
تتشابه أعراض سن الأياس العادي والمبكر مع اعراض فشل لمبيض المبكر.و قد تشكو المرأة من عدم انتظام تكرار حصول الدورة الشهرية، أو عدم حصول بعض الدورات في أوقاتها المتوقعة، مما يعني أن هناك أوقاتا لا يخرج فيها دم الحيض للدورة الشهرية amenorrhea. ـ حصول الهبات الساخنة Hot flashes وزيادة إفراز العرق الليلي.
-عدم انتظام تكرار حصول الدورة الشهرية، أو عدم حصول بعض الدورات في أوقاتها المتوقعة.
ـ جفاف في المهبل، أي بخلاف الحالة الطبيعية لرطوبته.
ـ توهج الوجه واحمراره، والشعور بهبات ساخنة خاصة أثناء الليل، والتعرق، والشعور بالضيق.
ـ تدني الرغبة في ممارسة العملية الجنسية.
- توقف الطمث.
-تدني الخصوبة.

## المضعفات
1-العقم: قد تعاني أكثر المصابات بهذه الحالة من العقم، ومن النادر أن تحمل المرأة بشكل طبيعي في حال إصابتها بفشل المبيض المبكر.
2-هشاشة العظام: يساعد هرمون الأستروجين في الحفاظ على بنية العظام القوية وفي حال انخفاض مستوياته في الجسم، كما هي حالة الإصابة بفشل المبايض المبكر فإن المرأة المصابة به سوف تكون ضمن دائرة خطر الإصابة بمرض هشاشة العظام.
3--اضطراب نفسية: من الممكن أن يسبب إحساس المرأة المصابة بمرض فشل المبايض المبكر بالقلق الشديد والاكتئاب، نتيجة لخوفها من الإصابة بالعقم، وعدم القدرة على الإنجاب. كتغيرات في في المزاج، والشعور بالضيق، تدني قدرات التركيز الذهني، وسرعة الانفعال والغضب والتوتر.وعدم القدرة على النوم بشكل منتظم.

## الأسباب
وفي كثير من الأحيان، لا يتوصل الطبيب إلى تحديد السبب المباشر لحدوث هذه الحالة. ولكن قد يلاحظ الطبيب أن احتمالات الإصابة بهذا النوع من الفشل ترتفع كلما زاد عمر المرأة. وتحديدا تقول نشرات أطباء «مايوكلينك» أنه: في عمر 35 سنة، تصاب امرأة من بين كل 250 امرأة، وفي عمر 40 سنة تصاب امرأة من بين كل مائة امرأة بهذا المرض. كما أن وجود تاريخ عائلي لإصابة، يرفع احتمالات الإصابة. وتحديدا يقول هؤلاء الباحثون إن 10% من الحالات هي لدى نساء لديهن تاريخ عائلي لنفس المشكلة.

-عدم نظوج الجريبات بشكل تام، إن هذا يسبب عدم إفراز هرمون استروجين بكميات كافية لايقاف الغدة النخامية عن إنتاج وإفراز «هرمون تنشيط الجريب المبيضي». وبالتالي يستمر الارتفاع في نسبة هذا الهرمون النخامي. وهذا سبب ارتفاع نسبة هذا الهرمون لدى المصابات بحالة «فشل المبيض المبكر».
-«خلل كروموسومي». وهناك عدة اضطرابات للصبغات الوراثية التي أحد أعراضها حصول «الفشل المبكر للمبيضين
- التعرض لمواد كيميائية سامة. ويعتبر التعرض لأنواع من العلاج الكيميائي لأنواع من السرطان، أو التعرض للعلاج بالأشعة لحالات السرطان، من أهم أسباب إصابة المرأة بـفشل المبيض المبكر. كما قد يؤدي التدخين أو التعرض للمبيدات الحشرية إلى الإصابة ببعض أنواع الفيروسات التي تسبب الفشل المبكر للمبيض..
-الوراثة: حيث تشير بعض الدراسات إلى أن النساء اللواتي في تاريخهن العائلي نساء أخريات أصبن بمثل هذه الحالة، هن أكثر عرضة للإصابة بفشل مبكر في المبايض في المستقبل.وهذا يكون نيتجة وجود جنيات منتشرة في العائلة حيث يلاحظ أن بعض النساء فيها يعانون من مثل هذا المرض في سن مبكرة.
-السموم: إذ تعتبر الأشعة والعلاج الكيماوي من أهم الأسباب التي قد تؤدي إلى الفشل المبكر في عمل المبيض، ومن العوامل الأخرى التي قد تؤدي إلى فشل المبايض، السموم الناتجة عن تدخين المرأة للسجائر، وسموم المبيدات الحشرية بالإضافة إلى الفيروسات.
- الأسباب المناعية: يعتبر العامل المناعي من أهم الأسباب التي قد تؤدي إلى الفشل في وظيفة الحويصلة وقدرتها على الايباضة.
- وجود خلل كرموسومى مثل نقص كرموسوم x في مرض يسمى «تيرنر». في هذا المرض لاتأتى الأنثى الدورة بتاتا ويكون هرمونا fsh& lh مرتفعان جدا.
- التهاب فيروسى، يصيب المبيض والغدة النكافية وهو ما يعرف بالتهاب الغدةالنكافية.
- وجود أمراض في أيض الجسم مثل مرض زيادة الجلاكتوز.
- وجود خلل في كرموسوم x وذلك بزيادة كيمة الحمض النووى في أطراف الكرموسوم عن الحد الطبيعى.
- خلل بصفة سائدة في كرموسوم رقم 3. يكون فيه خلل في جفون العين وضعف في السمع، ويكون به خلل في المبيض.
- خلل في مستقبلات هرمونا fsh & lh على المبيض مما يؤدى إلى عدم استجابة المرأة لحوافز هذين الهرمونات على المبيض.
- خلل في الغدة النخامية اما لوجود ورم أو وجود كيس يضغظ على الغدة النخامية فيدمرها ولايجعلها تفرز هرمونى fsh &lh بكمية مناسبة لانضاج البويضات. وعادة مايصاحب هذا المرض كسل في باقى الغدد المتأثرة بالغدة النخامية.
-سل الجهاز التناسلي.
-التدخين.
-استئصال الرحم أوالمبيض.

## التشخيص
في التشخيص لمرض فشل المبيض المبكر يتم فحص لمستوى الهرمون المنبه للجريب، فاذا كانت المراة مصابة، يلاحظ ارتفاع نسبة هذا الهرمون لدى النسوة اللواتي يعانين من فشل مبكر في عمل المبايض بالإضافة إلى وجوب عمل فحص لمستوى الهرمون اللوتيني (Luteinizing Hormone) وهرمون الأستروجين في دم المرأة ذلك أن النساء اللواتي يعانين من فشل المبيض المبكر تظهر عليهن نسب منخفضة في الدم من هذين الهرمونين، كما يجب أن تخضع المرأة لفحص الحمل وذلك لاستبعاد أن يكون الحمل من أسباب غياب الطمث عن المرأة، ومن الممكن إجراء فحص الكروموسومات لها للتأكد من خلوها من أي خلل؛ قد يؤدي إلى الإصابة بفشل مبكر في عمل المبايض.كما يتم أخذ تاريخ المرض وان كان هناك تاريخ لنفس المرض في العائلة فيكون السبب وراثي.
تشخيص إذا ما كان يوجود اضرابات في هرمون الغدة الدرقية أو الغدة فوق الكظرية (ويصاحب ذلك فشل وتعب وامساك وهبوط في الضغط).فحص المضادات المناعية في الجسم والتي قد تؤثر على المبيض أو الغدة الكظرية أو الغدة النخامية أو الغدة الدرقية.فحص إذا ما كان يوجود التهابات في المفاصل أو التهابات القولون.
فحص عن وجود أمراض جلدية مثل البهاق أو الذئبة الحمراء.فحوصات للكرموسومات وهرمونات الغدة النخامية والكظرية والدرقية.

## العلاج
يكون العلاج حسب السبب. ففي حال وجود مضادات مناعية تُنصح المريضة بأخذ الكوريتزون. أما إن كان السبب هو وجود اختلال في الغدد الصماء فيكون بعلاج الغدة المصابة. أما ان كان السبب نتيجة فشل في الغدة النخامية فيكون باصلاح الغدة وازالة السبب. وفي العلاج أيضا يقوم الأطباء بملاحظة العلامات الحيوية وبنية الجسم، بما في ذلك الطول والوزن، وعلى هذا الأساس يتم العلاج.
- العلاج الهرموني: العلاج بهرمون الأستروجين لتعويض انخفاض مستوياته في جسم المصابة، وبالتالي التقليل من الأعراض الجانبية المرافقة لهذه الحالة، كجفاف المهبل والتعرق ليلا، وقد يصف الطبيب هذا العلاج للمرأة على شكل حبوب يتم تناولها عن طريق الفم أو على شكل لصقات توضع على الجلد.
- الكالسيوم وفيتامين د: إن تناول الكالسيوم وفيتامين د ضروري جدا للوقاية من الإصابة بهشاشة العظام.

## وصلات خارجية
- International Premature Ovarian Failure Association
- POF Fact Sheets, FAQ
- POF Awareness Campaign for patients and health care providers
- Do I have Premature Ovarian Failure?
- Premature Ovarian Failure website

and obstetrics/menstrual abnormalities/amenorrhea.html", Accessed : 13/8/2012
1. ↑  Hubayter ZR, Popat V, Vanderhoof VH؛ وآخرون (أكتوبر 2010). "A prospective evaluation of antral follicle function in women with 46,XX spontaneous primary ovarian insufficiency". Fertil. Steril. ج. 94 ع. 5: 1769–74. DOI:10.1016/j.fertnstert.2009.10.023. PMID:19939372. مؤرشف من الأصل في 2019-12-10. {{استشهاد بدورية محكمة}}: Explicit use of et al. in: |مؤلف= (مساعدة)صيانة الاستشهاد: أسماء متعددة: قائمة المؤلفين (link)
2. ↑  Fu Qing-zhu's Gynecology. ترجمة: Fu Qing-zhu, Yang Shou-zhong, Liu Da-wei. Boulder CO: Blue Poppy Press. 1992. ISBN:0-936185-35-X.{{استشهاد بكتاب}}:  صيانة الاستشهاد: أسماء متعددة: قائمة المترجمين (link)
3. ↑  WebMD Menopause Guide - Better Information for Better Health نسخة محفوظة 19 سبتمبر 2020 على موقع واي باك مشين.
4. ↑  Premature and early menopause - Better Health Channelنسخة محفوظة 17 أكتوبر 2015 على موقع واي باك مشين.
5. ↑  http://www.aawsat.com details.asp?issueno=10992&article=546309 نسخة محفوظة 2021-03-22 على موقع واي باك مشين.